# 政党交付金の交付を受ける政党等に対する法人格の付与に関する法律
政党交付金の交付を受ける政党等に対する法人格の付与に関する法律（せいとうこうふきんのこうふをうけるせいとうとうにたいするほうじんかくのふよにかんするほうりつ、平成6年11月25日法律第106号）は、政党交付金の交付を受ける政党に対する法人格の付与に関する日本の法律である。政党法人格付与法、あるいは法人格付与法などと略称される。
所管官庁は、総務省自治行政局選挙部政治資金課である。

## 概要
議会制民主政治における政党の機能及び社会的責務の重要性にかんがみ、政党が財産を所有し、これを維持運用し、その他その目的達成のための業務を運営することに資するため、政党交付金を受ける政党等に法律上の能力を与え、政党の健全な発達の促進を図り、もって民主政治の健全な発達に寄与することを目的とする（法第1条）。
政党助成法上の政党が同法に基づき政党交付金の交付を受けるためには、本法に基づいて法人格を取得しなければならない。法人格の付与を受けようとする政党は、中央選挙管理会（総務省の特別の機関）に届出を行い、その主たる事務所の所在地において登記することにより、法人となる。一連の手続きにおいて中央選挙管理会が行う行為は届出の確認に止まり、法人格の付与に際して国に裁量の余地は与えられていない。法人の管理については、基本的に一般社団法人及び一般財団法人に関する法律の規定を準用する一方、政党の活動に対し国が干渉することのないよう規定されている。
政党交付金に関する書類に不正をした者に対しては50万円以下の過料が規定されている。

## 構成
- 第一章　総則（第一条－第四条）
- 第二章　法人の設立等（第五条－第八条）
- 第三章　法人の管理（第九条－第九条の六）
- 第四章　法人の解散等（第十条－第十二条）
- 第五章　税法上の特例（第十三条）
- 第六章　雑則（第十四条－第十五条の三）
- 第七章　罰則（第十六条）
- 附則